# Mitchell Dunshea
Pas d'image ? Cliquez ici

a Compétitions nationales et continentales officielles uniquement.

b Matchs officiels uniquement.
Dernière mise à jour le 20 juin 2024.
Mitchell Dunshea, né le 18 novembre 1995 à Hamilton (Nouvelle-Zélande), est un joueur de rugby à XV néo-zélandais évoluant principalement au poste de deuxième ligne. Il joue avec la franchise des Highlanders en Super Rugby depuis 2024, et avec la province de Canterbury en NPC depuis 2015.

## Carrière

### En club
Mitchell Dunshea est né à Hamilton, mais grandit dans la région de Canterbury, où il commence à jouer au rugby. Il rejoint ensuite le lycée puis l'université de Lincoln près de Christchurch, où il étudie dans le milieu du sport, tout en jouant au niveau amateur dans le championnat régional. En 2015, il remporte le championnat de Canterbury avec son équipe universitaire.
En 2015, il est retenu dans l'effectif de la province de Canterbury pour disputer le National Provincial Championship (NPC). Dès sa première saison, il dispute onze rencontres, et remporte la compétition avec son équipe.
Remarqué par son talent, il est retenu dans le groupe élargi de la franchise des Crusaders pour la saison 2016 de Super Rugby. Il ne peut disputer la moindre rencontre en raison d'une blessure, mais voit quand même son contrat prolongé pour la saison suivante. Il fait ses débuts en Super Rugby le 24 mars 2017 contre la Western Force. Lors de ses deux premières saisons, il n'obtient que peu de temps de jeu (trois entrées en jeu), en raison d'une concurrence importante à son poste de deuxième ligne avec les All Blacks Sam Whitelock, Scott Barrett et Luke Romano. Lors de la saison 2019, il voit son temps de jeu augmenter, et profite même de la blessure de Barrett pour être titulaire lors de la finale du championnat remportée par son équipe face aux Jaguares. 
Avec les Crusaders, il remporte le Super Rugby Aotearoa en 2020 et 2021,.
En 2021, il est contraint de se faire opérer des cervicales, ce qui lui fait manquer l'intégralité de la saison 2021 de NPC.
Revenu à la compétition lors de la saison 2022 de Super Rugby, il ne joue que trois matchs avant de se blesser à nouveau, cette fois au genou. L'année suivante, il ne joue qu'un unique match avant qu'une blessure au muscle pectoral ne mette un terme à sa saison.
Après sept saisons aux Crusaders, il décide de rejoindre les Highlanders en 2024, où il s'engage pour deux ans. Blessé toute la première partie de saisons, il ne joue que six matchs en 2024, tous en tant que titulaire,.

### En équipe nationale
En 2015, Mitchell Dunshea est sélectionné avec l'équipe de Nouvelle-Zélande des moins de 20 ans pour participer au championnat du monde junior 2015, qu'il remporte. Il évolue alors aux côtés de nombreux futurs All Blacks comme Anton Lienert-Brown, George Bridge ou Atunaisa Moli.
En juin 2017, il est sélectionné avec les Provincial Barbarians (sélection des meilleurs joueurs de NPC) pour un match contre les Lions britanniques en ouverture de la Tournée des Lions en Nouvelle-Zélande,.
En octobre 2020, il est sélectionné pour la première fois avec les All Blacks par Ian Foster, en remplacement de Quinten Strange blessé. Il ne joue toutefois aucun match.

## Palmarès

### En club et province
- Vainqueur du NPC en 2015, 2016 et 2017 avec Canterbury.
- Vainqueur du Super Rugby en 2017, 2018, 2019, 2022 et 2023 avec les Crusaders.
- Vainqueur du Super Rugby Aotearoa en 2020 et 2021 avec les Crusaders.